# Kalltjärnen (Norsjö socken, Västerbotten, 720921-168514)
Kalltjärnen är en sjö i Norsjö kommun i Västerbotten och ingår i Skellefteälvens huvudavrinningsområde. Sjön har en area på 0,0787 kvadratkilometer och ligger 263 meter över havet.

## Delavrinningsområde
Kalltjärnen ingår i det delavrinningsområde (720734-168661) som SMHI kallar för Mynnar i Karsbäcken. Medelhöjden är 266 meter över havet och ytan är 22,91 kvadratkilometer. Räknas de 2 avrinningsområdena uppströms in blir den ackumulerade arean 40,73 kvadratkilometer. Sillarbäcken som avvattnar avrinningsområdet har biflödesordning 3, vilket innebär att vattnet flödar genom totalt 3 vattendrag innan det når havet efter 83 kilometer. Avrinningsområdet består mestadels av skog (76 procent) och sankmarker (14 procent). Avrinningsområdet har 0,46 kvadratkilometer vattenytor vilket ger det en sjöprocent på 2 procent.